# Gloucester stift
Gloucester stift (engelska: Diocese of Gloucester) är ett stift i Canterbury kyrkoprovins inom Engelska kyrkan. Stiftet omfattar grevskapet Gloucestershire utanför storstadsområdet Bristol. Domkyrka och biskopssäte är Katedralen i Gloucester.

## Historik
Stiftet grundades under reformationen i England, genom att delar av Herefords stift och Worcester stift slogs samman 1541. Redan 1539 hade parlamentet beslutat att det var ändamålsenligt och nödvändigt att etablera fler stift och katedraler i stället för de kloster och konvent som annars var religiösa centrum i de relativt stora stiften. Stiften i Gloucester, Oxford, Peterborough, Westminster och så småningom även Bristol var de fem nya stift som kung Henrik VIII inrättade. De fick en liknande organisation, med en biskop, domkyrkodekan, ärkediakon och sex kaniker. Samtliga etablerades också med domkyrka i ett före detta kloster, vilket gjorde det möjligt att undvika att stora och framträdande kyrkor förstördes under Klosterupplösningen. De nya katedralerna och stiften var dock relativt fattiga, och hade periodvis svårt att finansiera sina kostnader. 
Gloucester stift har sedan bildandet omväxlande inkluderat och exkluderat Bristol. Redan året efter bildandet bröts Bristols stift ut som fristående. Därefter sker flera mindre justeringar, och vid flera tillfällen får biskopen av Gloucester ansvar för Bristols stift, eller vice versa. Det handlar om vakanser, men också om de ekonomiska förutsättningarna i stiften, som är fortsatt svåra.
I slutet av 1700-talet och början av 1800-talet leder industrialiseringen leder till att Engelska kyrkan behöver inrätta nya stift i befolkningsrika områden i norra England. Men för att inte utöka antalet biskopar som har säte i House of Lords måste andra stift slås samman. Därför återförenas Bristol och Gloucester 1836, och stiftet får namnet Gloucester och Bristols stift.  Under den tiden var Katedralen i Bristol biskopssäte och stiftets domkyrka. Drygt 60 år senare, 1897, blir Bristol återigen ett självständigt stift. Gloucester stift återtog därmed sitt ursprungliga namn och sin domkyrka.

## Organisation

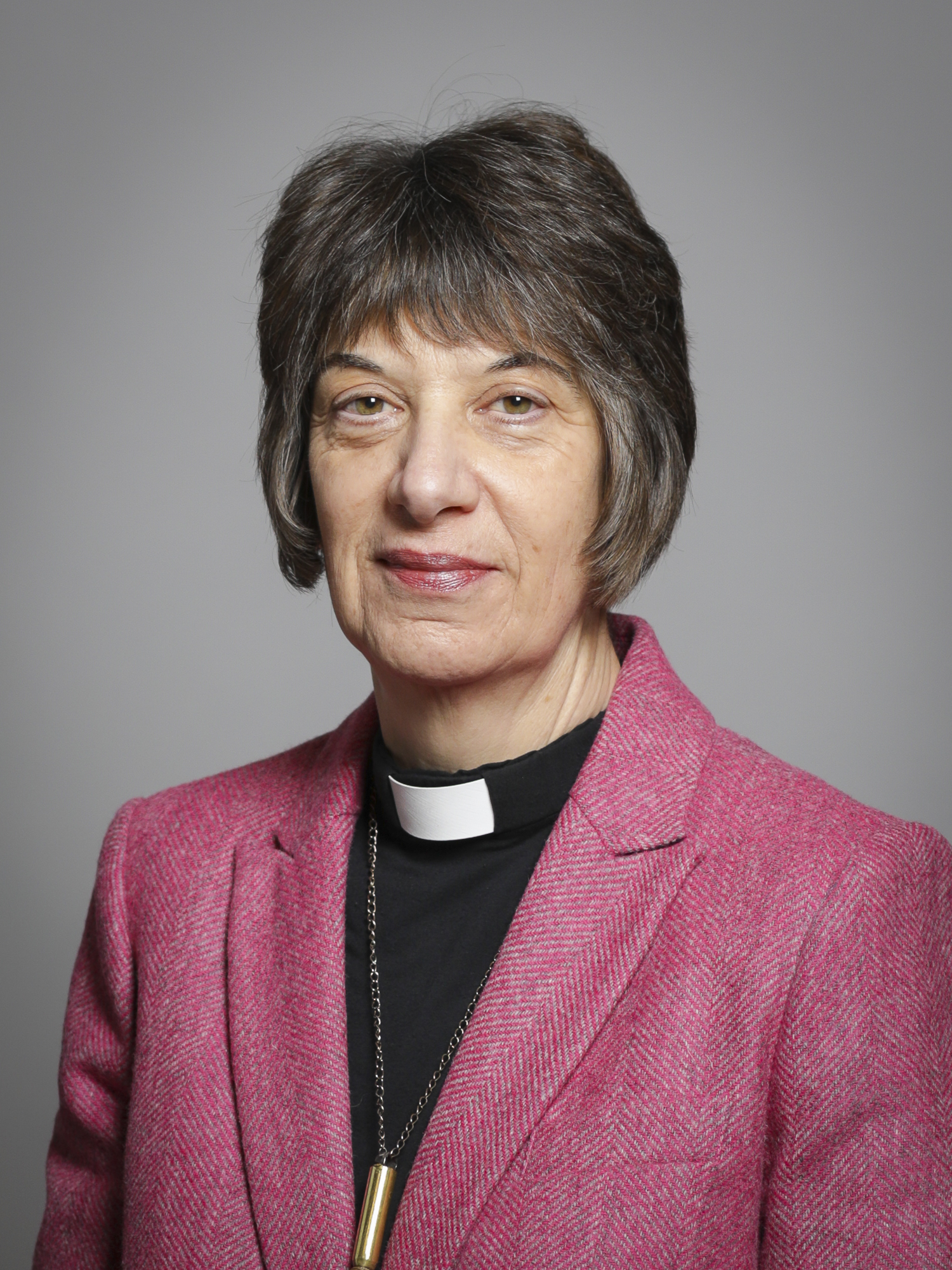
The Right Honourable Rachel Treweek, biskop av Gloucester och den första kvinna som vigts till stiftsbiskop i Engelska kyrkan.

### Biskopar
Rachel Treweek är den 41:e biskopen av Gloucester, och installerades i ämbetet den 19 september 2015. Treweek var den första kvinna som utsetts till stiftsbiskop i Engelska kyrkan, och den första kvinna som tog plats som biskop i House of Lords. Sedan 2020 är hon även biskop för brittiska fängelser, Bishop to Her Majesty’s Prisons.
Det finns en suffraganbiskop i stiftet, biskopen av Tewkesbury. Stiftet använder sig inte av biskopsområden, utan suffraganbiskopen fullgör ett antal av biskopens ordinarie uppgifter och verkar över hela stiftet.

### Alternativ episkopal tillsyn
Sedan 1992 respektive 2014 tillåter Engelska kyrkan prästvigning och biskopsvigning av kvinnor. Parallellt har kyrkan även erbjudit lösningar för församlingar som av teologiska skäl inte vill betjänas av en kvinnlig präst eller stå under en kvinnlig biskop. Systemet kallas alternativ episkopal tillsyn (engelska Alternative Espicopal Oversight, AEO), och är utformat så att församlingens kyrkoråd kan begära att ställas under en biskop som delar församlingens ämbetssyn.
De biskopar som ansvarar för den alternativa tillsynen kallas Provincial Episcopal Visitors (PEV) och är verksamma i flera stift. Anglo-katolska församlingar i Gloucester stift som begärt alternativ episkopal tillsyn betjänas av biskopen av Ebbsfleet.

### Ärkediakonat och dekanat
Gloucester stift är indelat i två ärkediakonat, som leds av en ärkediakon. Uppdraget innebär att under biskopens ledning ansvara för att visitera församlingar, övervaka det demokratiska arbetet i kyrkoråd och stiftssynod, stödja och ha tillsyn över präster och diakoner samt fullfölja biskopens ansvar vad gäller kyrkobyggnader och övriga fastigheter.
Varje ärkediakonat är i sin tur indelat i fyra respektive fem dekanat. Dekanaten leds av en präst som kallas Area Dean (dekan), och en synod bestående av dekanatets präster samt valda lekmän från alla församlingar i området.
| Stift Diocese    | Ärkediakonat Archdeaconries | Dekanat Deaneries, Rural Deaneries |
| ---------------- | --------------------------- | ---------------------------------- |
| Gloucester stift | Archdeaconry of Cheltenham  | Deanery of Cheltenham              |
| Gloucester stift | Archdeaconry of Cheltenham  | Deanery of Cirencester             |
| Gloucester stift | Archdeaconry of Cheltenham  | Deanery of the Cotswolds           |
| Gloucester stift | Archdeaconry of Cheltenham  | Deanery of Tewkesbury              |
| Gloucester stift | Archdeaconry of Gloucester  | Deanery of Forest South            |
| Gloucester stift | Archdeaconry of Gloucester  | Deanery of Gloucester City         |
| Gloucester stift | Archdeaconry of Gloucester  | Deanery of Severn Vale             |
| Gloucester stift | Archdeaconry of Gloucester  | Deanery of Stroud                  |
| Gloucester stift | Archdeaconry of Gloucester  | Deanery of Wotton                  |

### Stiftssynod
I Engelska kyrkan är det biskopen som styr stiftet, med råd och samtycke av representanter för stiftets präster och lekmän, samlade i stiftssynoden (eng. Diocesan Synod). Synoden diskuterar de ärenden som rör stiftet eller som biskopen eller Generalsynoden lägger fram för beslut. Det är också stiftssynoden som beslutar om budget och godkänner redovisningen av stiftets ekonomiska förvaltning. Däremot kan stiftssynoden inte formulera kyrkans tro eller lära, det ansvaret vilar på Generalsynoden.
Stiftssynoden i Gloucester stift består av 150 valda ledamöter, som väljs av ärkediakonaten vart tredje år. Några ledamöter deltar också ex officio, väljs in av stiftssynoden själv eller av biskopen. Synoden är indelad i biskoparnas, prästernas och lekmännens hus. I huvudsak samlas alla ledamöter gemensamt och beslut fattas med enkel majoritet. Vissa frågor kräver dock majoritet i vart och ett av husen, och när frågor berör präster och lekmän på olika sätt kan husen också hålla separata samlingar och omröstningar. Biskopen har möjlighet att utöva veto i de flesta av synodens beslut.

### Biskopens råd
Biskopens råd är ett rådgivande organ för stiftsbiskopen och en permanent kommitté för stiftssynoden. Rådet bereder ärenden och planerar stiftssynodens möten, verkställer synodens beslut, och fattar beslut i dess ställe när synoden inte sammanträder. Biskopen diskuterar frågor om stiftets ledning med rådet. Rådet kan också utse ledamöter och representanter i andra kommittéer och grupper, och formulerar policy för stiftets inre liv och verksamhet.
I Yorks stift består rådet av fem ledamöter som deltar ex officio, och 15 ledamöter valda av stiftssynoden och biskopen. Rådet utgör också styrelse för den separata juridiska person, Gloucester Diocesan Board of Finance, som förvaltar stiftets ekonomi på uppdrag av stiftssynoden.

## Skolor
Enligt kyrkoordningen ska varje stift ha en särskild skolöverstyrelse, vars huvudsakliga uppgift är att stötta all undervisning i stiftet som utgår från Engelska kyrkans tro och praktik. Skolöverstyrelsen ska också främja religionsundervisning och gudstjänstliv i skolorna i stiftet, stötta skolor som drivs av kyrkan samt främja samarbete mellan kyrkan och människor verksamma inom utbildningssektorn. I Gloucester stift är biskopen av Tewkesbury ordförande för skolöverstyrelsen.
Skolorna finns inom två lokala myndigheters ansvarsområde, och inkluderar både små lågstadieskolor i landsbygd med åldersintegrerade klasser, stora stadsskolor, skolor med barnomsorg och fritidsverksamhet samt en högstadieskola. 
Oavsett om skolorna är organiserade som egna stiftelser, academies eller friskolor har skolöverstyrelsen, som representant för de ursprungliga stiftarna eller faktisk huvudman för skolorna, ett stort inflytande över skolornas strategiska arbete och värdegrund. En viktig del i skolöverstyrelsens arbete är därför att utse och utbilda styrelseledamöter i de lokala skolorna. Rekrytering sker oftast genom att de lokala församlingarnas kyrkoråd.
Totalt är stiftet involverad i cirka 120 skolor.

## Kyrkor och byggnader

### Katedralen i Gloucester
Katedralen i Gloucester, formellt Sankt Peters och den heliga och odelbara treenighetens katedralkyrka, är stiftets domkyrka och biskopssäte. Den första kyrkan på platsen grundades 678 eller 679 e.Kr. när ett kloster byggdes på platsen. Den nuvarande kyrkan började byggas under 1000-talet, och fungerade som klosterkyrka fram till reformationen, då Henrik VIII upplöste klostret, inrättade Gloucester stift och gjorde kyrkan till katedral med eget domkapitel.
Kyrkan är byggd i romanik och gotik, och förekommer flitigt i filminspelningar såsom Harry Potter, Doctor Who, Sherlock och BBC:s filmatisering av Hilary Mantels Wolf Hall.

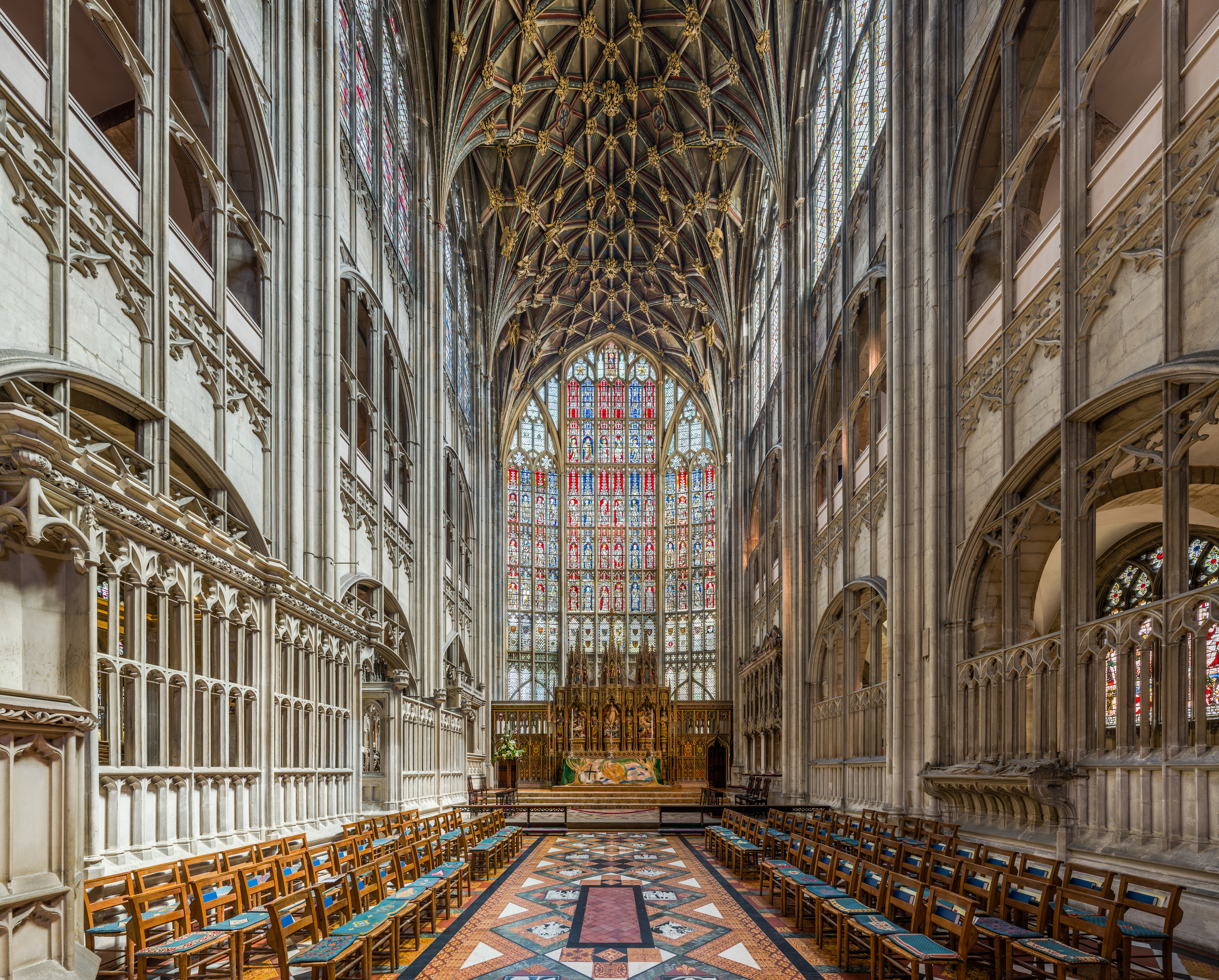
Det målade glasfönstret bakom högaltaret.
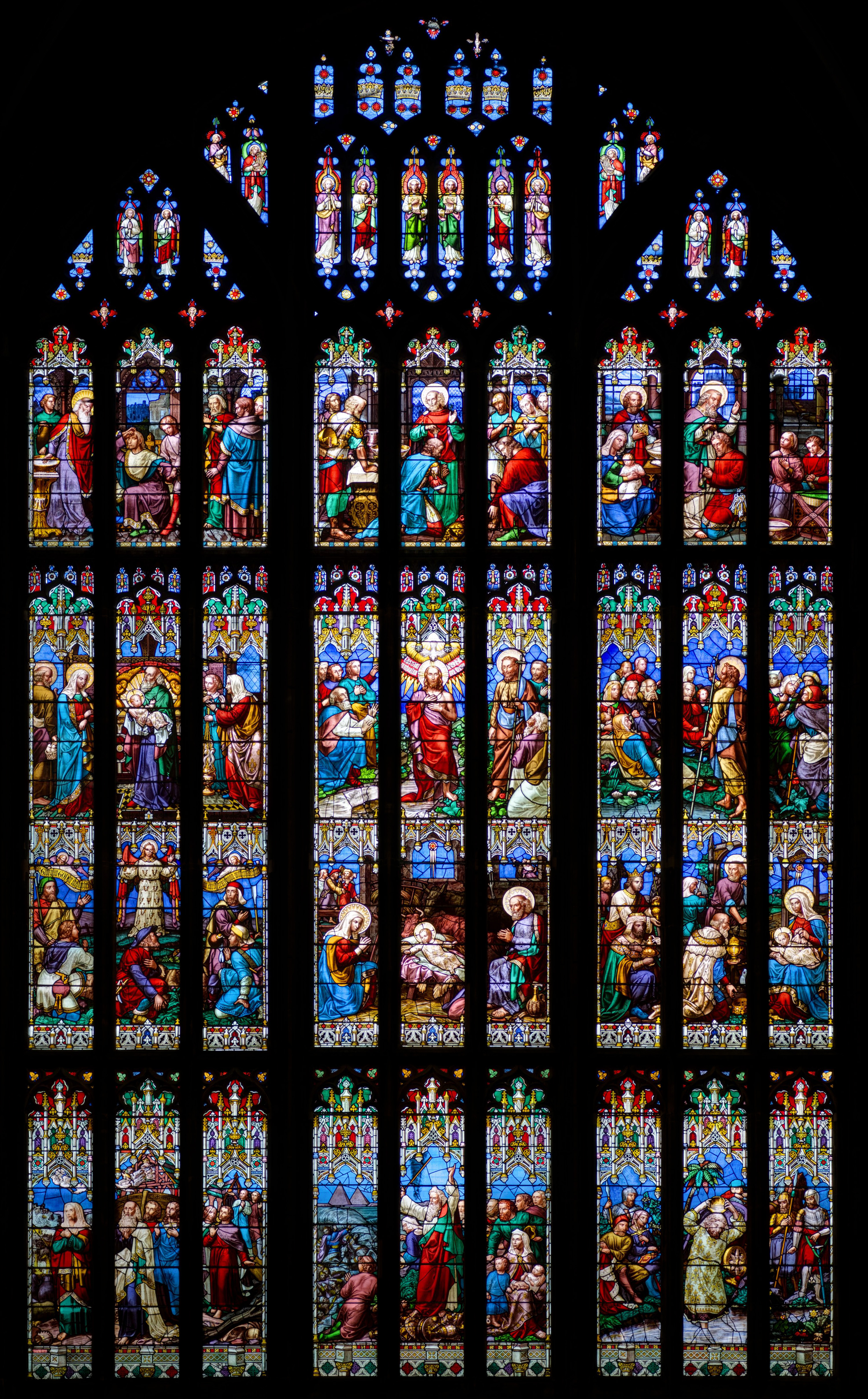
Katedralens västra fönster.
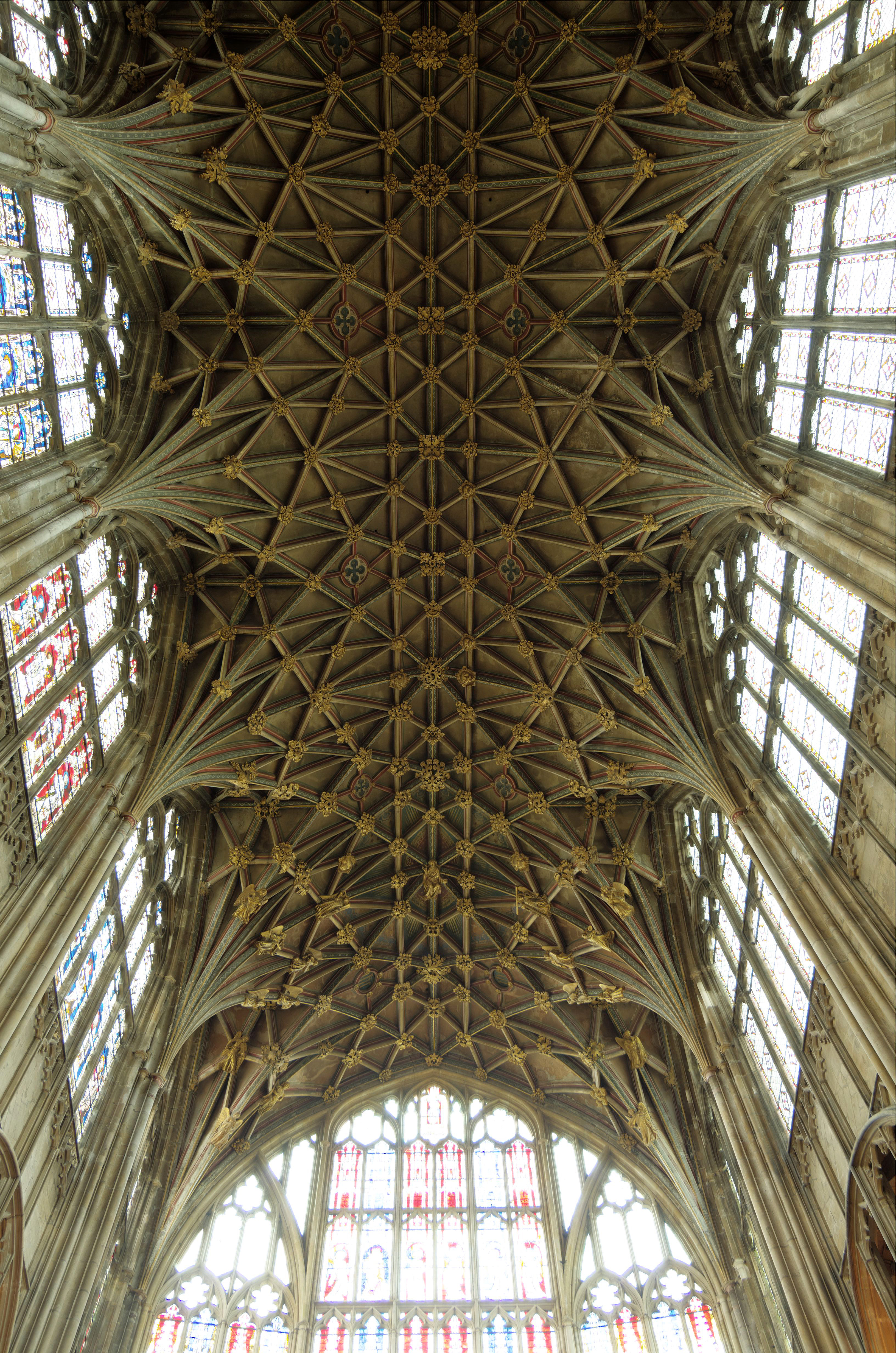
Valvtak i katedralen.
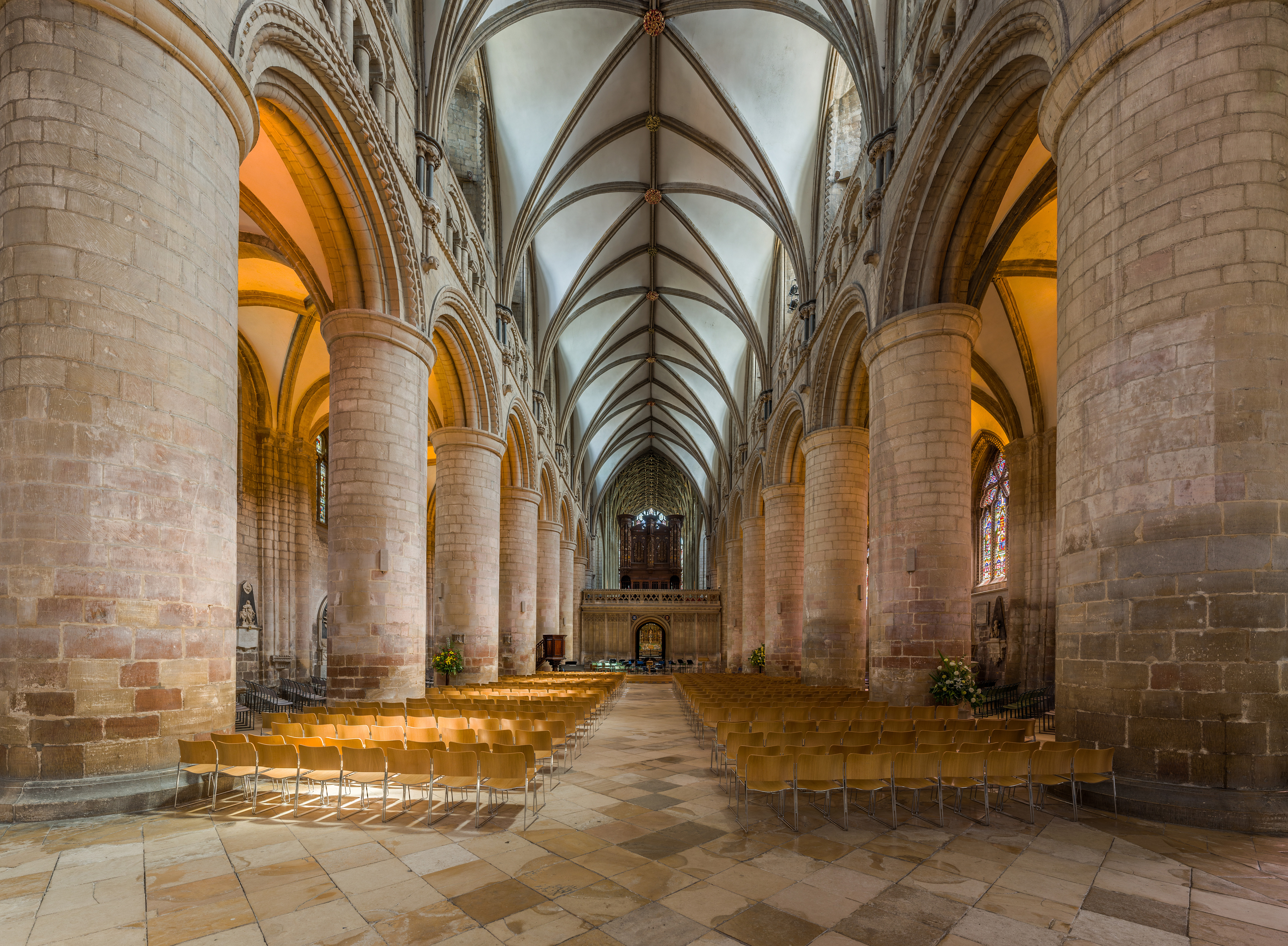
Långskeppet, sett från väster i riktning mot koret.

## Källförteckning
1. 1 2 3 4  Horn, Joyce M, red (1996) (på engelska). Introduction i Fasti Ecclesiae Anglicanae 1541-1857. "Volume 8, Bristol, Gloucester, Oxford and Peterborough Dioceses". London: British History Online. sid. 3-6. https://www.british-history.ac.uk/fasti-ecclesiae/1541-1847/vol8/pp3-6. Läst 9 mars 2021
2. 1 2  Horn, Joyce M, red (1996) (på engelska). Gloucester: Introduction i Fasti Ecclesiae Anglicanae 1541-1857. "Volume 8, Bristol, Gloucester, Oxford and Peterborough Dioceses". London: British History Online. sid. 35-37. http://www.british-history.ac.uk/fasti-ecclesiae/1541-1847/vol8/pp35-37. Läst 9 mars 2021
3. ↑  Dixon, H. Claiborne (på engelska). The Abbeys of Great Britain. T. W. Laurie. sid. 159. https://www.gutenberg.org/files/49087/49087-h/49087-h.htm. Läst 10 mars 2021
4. ↑  ”The London Gazette. No. 19426.” (på engelska). The National Archives. 7 oktober 1836. sid. 1734-1738. https://www.thegazette.co.uk/London/issue/19426/page/1738. Läst 10 mars 2021.
5. ↑  ”The London Gazette. No. 26871” (på engelska). The National Archives. 9 juli 1897. sid. 3787. https://www.thegazette.co.uk/London/issue/26871/page/3787. Läst 10 mars 2021.
6. ↑  ”Diocese of Gloucester – About the diocese” (på engelska). Diocese of Gloucester. 22 april 2015. Arkiverad från originalet den 2 april 2015. https://web.archive.org/web/20150402114754/http://www.gloucester.anglican.org/about/the-bishop-of-gloucester-designate/. Läst 10 mars 2021.
7. ↑  ”Rachel Treweek becomes first woman bishop to enter House of Lords” (på engelska). Church Times. 23 oktober 2015. https://www.churchtimes.co.uk/articles/2015/23-october/news/uk/rachel-treweek-becomes-first-woman-bishop-to-enter-house-of-lords. Läst 10 mars 2021.
8. ↑  ”Bishop for Prisons and Deputy Chaplain-General welcomed by Church of England and Church in Wales” (på engelska). Church of England. 10 december 2020. https://www.churchofengland.org/news-and-media/news-and-statements/bishop-prisons-and-deputy-chaplain-general-welcomed-church. Läst 10 mars 2021.
9. ↑  ”House of Bishops’ Declaration on the Ministry of Bishops and Priests, GS Misc 1076” (på engelska) (pdf). Church of England, General Synod, House of Bishops. 19 maj 2014. https://www.churchofengland.org/sites/default/files/2017-11/GS%20Misc%201076%20Women%20in%20the%20Episcopate.pdf. Läst 20 februari 2021.
10. ↑  ”Directory of Ebbsfleet Parishes” (på engelska). The Bishop of Ebbsfleet. Arkiverad från originalet den 14 maj 2021. https://web.archive.org/web/20210514221514/http://ebbsfleet.org.uk/directory.php. Läst 20 februari 2021.
11. ↑  ”Legal Responsibilities of an Archdeacon” (på engelska) (pdf). Church of England. 1 november 2017. https://www.churchofengland.org/sites/default/files/2017-11/Statutory%20Duties%20of%20an%20Archdeacon.pdf. Läst 10 mars 2021.
12. ↑  ”Archdeacons” (på engelska). Diocese of Gloucester. https://www.gloucester.anglican.org/about-us/our-bishops-and-senior-leadership/archdeacons/. Läst 10 mars 2021.
13. ↑  ”Synodical Government Measure 1969 No. 2” (på engelska). legislation.gov.uk. National Archives. 25 juli 1969, uppdaterad t.o.m. 1 september 2020. https://www.legislation.gov.uk/ukcm/1969/2/2020-09-01. Läst 20 februari 2021.
14. 1 2 3  ”Departments and Committees” (på engelska). Diocese of Gloucester. https://www.gloucester.anglican.org/about-us/whos-who/departments-and-committees/. Läst 10 mars 2021.
15. ↑  ”Synodical Government Measure 1969 No. 2” (på engelska). legislation.gov.uk. National Archives. 25 juli 1969, uppdaterad t.o.m. 1 september 2020. https://www.legislation.gov.uk/ukcm/1969/2/2020-09-01. Läst 20 februari 2021.  ”A diocesan synod consists of (a) a house of bishops, (b) a house of clergy, and (c) a house of laity.”
16. ↑  ”Synodical Government Measure 1969 No. 2” (på engelska). legislation.gov.uk. National Archives. 25 juli 1969, uppdaterad t.o.m. 1 september 2020. https://www.legislation.gov.uk/ukcm/1969/2/2020-09-01. Läst 20 februari 2021.  ”The standing orders must also include provision (a) that, subject as follows, the assent of the synod is given only if each of the three houses gives its assent; (b) that if the bishop of the diocese so directs on a question other than one on an Article 8 matter referred to the synod, the assent of the house of bishops is given only if the majority of the members who give assent includes the bishop; […]”
17. ↑  ”Synodical Government Measure 1969 No. 2” (på engelska). legislation.gov.uk. National Archives. 25 juli 1969, uppdaterad t.o.m. 1 september 2020. https://www.legislation.gov.uk/ukcm/1969/2/2020-09-01. Läst 20 februari 2021.  ”The standing orders must include provision [...](h) for there to be a bishop's council and standing committee of the synod which has such membership as the standing orders may provide and (i) the functions exercisable by it under section 4(4) of this Measure, and (ii) such other functions as may be conferred by the standing orders or by or under this or any other Measure or by or under Canon.”
18. ↑  ”Diocesan Boards of Education Measure 2021 No. 1” (på engelska). legislation.gov.uk. National Archives. 29 april 2021, uppdaterad t.o.m. 29 juni 2021. https://www.legislation.gov.uk/ukcm/2021/1/2021-06-29. Läst 7 april 2022.  ”For each diocese, there is to continue to be a Diocesan Board of Education [...] The DBE for each diocese must — (a) promote or assist in the promotion of education in the diocese that is consistent with the faith and practice of the Church of England; (b) [...] religious education and religious worship in schools in the diocese; (c) [...] church schools in the diocese; (d) [...] co-operation between itself and other persons concerned with education in the diocese.”
19. 1 2  ”Welcome to our Family of Schools” (på engelska). Diocese of Gloucester. https://www.gloucester.anglican.org/welcome-2/schools/. Läst 10 mars 2021.
20. ↑  ”Governance” (på engelska). Diocese of Gloucester. https://www.gloucester.anglican.org/welcome-2/schools/leadership-and-governance/. Läst 7 april 2022.
21. ↑  ”Diocese of Gloucester Schools within the Archdeaconries of Cheltenham and Gloucester” (på engelska) (pdf). Diocese of Gloucester. oktober 2020. https://www.gloucester.anglican.org/wp-content/uploads/2020/10/Archdeaconry-list-of-Diocese-of-Gloucester-Schools-for-website-January-2020.pdf. Läst 10 mars 2021.